# Drahuna Vokurková
Drahuna Vokurková was een schaatsster uit Tsjecho-Slowakije. Ze nam tweemaal deel aan het WK allround en eindigde in de top 10. Ze trouwde in 1950 en beviel een jaar later van een tweeling. Na het einde van haar sportcarrière werkte ze voor CSA.

## Resultaten

### Wereldkampioenschappen
| Jaar | Jaar     | Plaats  | Resultaten  | Resultaten                                |
| ---- | -------- | ------- | ----------- | ----------------------------------------- |
| 1947 | Allround | Drammen | 9e Allround | 10e 500 m 10e 1000 m 11e 3000 m 5e 5000 m |
| 1948 | Allround | Turku   | 8e Allround | 8e 500 m 7e 1000 m 8e 3000 m 8e 5000 m    |

## Persoonlijke records
| Afstand    | Tijd     | Datum            | Baan  |
| ---------- | -------- | ---------------- | ----- |
| 500 meter  | 54,70    | 14 februari 1948 | Turku |
| 1000 meter | 1.56,10  | 14 februari 1948 | Turku |
| 1500 meter | 3.10,50  | 1 januari 1946   | Praag |
| 3000 meter | 6.18,60  | 14 februari 1948 | Turku |
| 5000 meter | 10.55,30 | 14 februari 1948 | Turku |